# Hangár

Průřez letištním hangárem

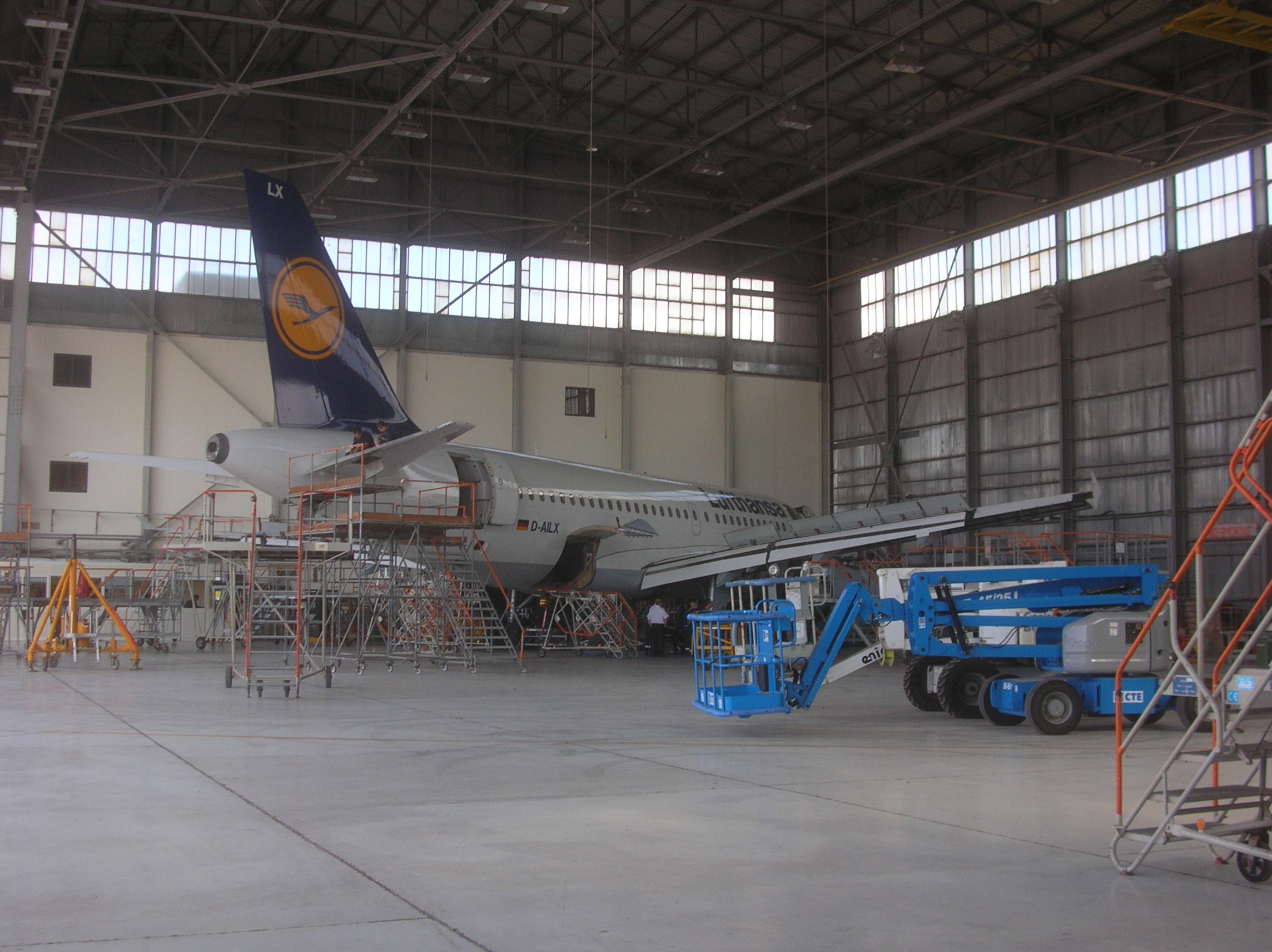
Hangár

Hangár je velká krytá stavba lehčí konstrukce a obvykle bez vnitřních příček, jež slouží jako přístřeší či skladiště pro úschovu letadel, velkých technických zařízení a předmětů nebo i skupin osob.

## Význam
Francouzské hangar znamenalo původně nezateplenou a zpravidla dřevěnou kůlnu nebo stodolu lehké konstrukce. Po roce 1900 se začalo používat i v dalších jazycích pro letištní budovu pro odstavení letadel (obdoba garáže pro vozidla). V letištních hangárech také obvykle probíhá běžná provozní údržba a kontrola stavu letounů - odtud pak termíny provozní hangár nebo dílenský hangár.
V dalších významech se může jednat např. o prostornou kůlnu pro úschovu člunů, velké skladiště pro úschovu zboží, velký skleník na rychlení zeleniny, velký vojenský stan, nafukovací halu atd.